# Amélia Mingas
Amélia Arlete Dias Rodrigues Mingas (Ingombota, Luanda, 17 de diciembre de 1940 - Luanda, 12 de agosto de 2019) fue una profesora y lingüista angoleña.

## Biografía
Nació en Rua do Carmo, en Ingombota, Luanda. Era hija de Antónia Diniz do Aniceto Vieira Dias y André Rodrigues Mingas, Jr y procedía de una familia de músicos angoleños, entre los que se encuentran sus hermanos Rui Mingas y André Mingas, y su tío Liceu Vieira Dias.
Se licenció en filología germánica en la Facultad de Letras de la Universidad de Lisboa y se doctoró en lingüística general y aplicada en la Universidad René Descartes de París.
Fue profesora de secundaria en Angola y coordinadora de Lengua Portuguesa en el Instituto de Educación Media; posteriormente fue jefa del sector, coordinadora del departamento de Lengua Portuguesa del Instituto Superior de Ciencias de la Educación de Luanda (CINE-Luanda) y directora del Instituto Nacional de Idiomas del Ministerio de Cultura. Además de trabajar en investigación, Mingas fue responsable de la cátedra de Lingüística Bantú en la Universidade Agostinho Neto.
Entre 2006 y 2010, Mingas fue directora ejecutiva del Instituto Internacional de Lengua Portuguesa, con sede en Praia, Cabo Verde, habiendo defendido el establecimiento de una política lingüística común para los ocho estados que tienen el portugués como lengua oficial.
Participó en varios seminarios y conferencias relacionados con el tema de las lenguas africanas y portuguesas, en el interior y el exterior del país. Publicó Interferencia de Kimbundu en portugués hablado en Lwanda así como artículos de investigación sobre un idioma del Kikongo o iwoyo, hablado en Cabinda.
Murió el 12 de agosto de 2019, en Luanda, a los 78 años, víctima de un paro cardíaco.